# سفارت عراق در ایران
سفارت عراق در ايران، سفارت رسمی عراق در کشور ایران (به عربی: سفارة جمهورية العراق في ايران) (به کردی: باڵوێزخانەی کۆماری عێراق لە ئێران) است. این سفارتخانه در نزدیکی میدان ولیعهد (ولیعصر) در مرکز شهر تهران قرار دارد.
هم اکنون نصیر عبدالمحسن عبدالله (به عربی: نصیر عبدالمحسن عبدالله) سفیر عراق در ایران است. 

## کنسولگری ها
- کنسولگری عراق در مشهد
- کنسولگری عراق در اهواز
- کنسولگری عراق در کرمانشاه